# Théorie du réseau idiotypique de Jerne
 (mai 2017).
Si vous disposez d'ouvrages ou d'articles de référence ou si vous connaissez des sites web de qualité traitant du thème abordé ici, merci de compléter l'article en donnant les références utiles à sa vérifiabilité et en les liant à la section « Notes et références ».
La théorie du réseau idiotypique de Jerne est une hypothèse en immunologie concernant la synthèse d'auto-anticorps Cette théorie porte le nom de Niels Jerne, ayant proposé ce modèle en 1974. Cela lui a valu le Prix Nobel en 1984.

## Principe du réseau idiotypique
Les immunoglobulines, quelles qu'elles soient, portent des marqueurs idiotypiques (idiotypes) au niveau de leurs zones de variabilité (proche du N-ter). L'ensemble des idiotypes forme un idiotope, et chaque idiotype peut être potentiellement reconnu par un type d'anticorps, du fait de son motif moléculaire particulier.
Les différentes idiotypes retrouvés dans un anticorps induisent la production d’anticorps anti-idiotypes dont certains ressemblent à l’antigène original et sont de ce fait une sorte d'image interne de cet antigène.
Ces anticorps anti-idiotypes représentant l’image interne (empreinte) du motif moléculaire administré vont ainsi se fixer sur les récepteurs spécifiques de la membrane lymphocytaire et induisent alors une activation cellulaire.
Il semblerait ainsi, d'après le modèle immunologique proposé par Jerne et al. que les anticorps agiraient selon ce principe du réseau idiotypique.

## Rôle
Ce réseau aurait deux rôles principaux : 
- Le maintien en activité des lymphocytes B et T naïfs ;
- Ce réseau permettrait également une régulation du système immunitaire en l'absence d'un antigène.

Ainsi, le répertoire immunologique n’est pas déterminé par l’environnement extérieur mais par le milieu interne. Le système immunitaire ne reconnaît que le soi somatique (notamment grâce aux complexes majeurs d'histocompatibilité) mais pas le soi immunologique.